# زوليكا سولير
زوليكا سولير أراغون (بالإنجليزية: Zuleika Soler)‏ (من مواليد 29 يونيو 1994) عارضة أزياء وحاملة لقب ملكة جمال، والتي توجت رينادو دي السلفادور 2019. ومثلت السلفادور في مسابقة ملكة جمال الكون 2019.

## روابط خارجية
- زوليكا سولير على إنستغرام
- زوليكا سولير  على فيسبوك.

| الجوائز و الإنجازات         | الجوائز و الإنجازات      | الجوائز و الإنجازات  |
| --------------------------- | ------------------------ | -------------------- |
| سبقه ماريسيلا دي مونتكريستو | رينادو دي السلفادور 2019 | تبعه فانيسا فيلاسكيز |

|-